# Петренко, Игорь (легкоатлет)
Игорь Петренко (укр. Ігор Петренко; род. 10 мая 1938, Киев) — советский украинский легкоатлет, специалист по прыжкам с шестом. Выступал за сборную СССР по лёгкой атлетике в конце 1950-х — начале 1960-х годов, обладатель бронзовой медали Универсиады, победитель первенств республиканского и всесоюзного значения, участник летних Олимпийских игр в Риме. Представлял Киев и Вооружённые Силы. Мастер спорта СССР.

## Биография
Родился 10 мая 1938 года в Киеве, Украинская ССР.
Занимался лёгкой атлетикой в Киеве, представлял Вооружённые Силы.
Впервые заявил о себе в 1957 году, когда на соревнованиях в Одессе показал в прыжках с шестом результат 4,40 метра.
В 1959 году занял третье место в матчевой встрече со сборной США в Филадельфии (4,42), одержал победу на чемпионате страны в рамках II летней Спартакиады народов СССР в Москве (4,50), стал серебряным призёром на VII Всемирном фестивале молодёжи и студентов в Вене (4,20). Будучи студентом, представлял Советский Союз на Универсиаде в Турине, где с результатом 4,10 занял итоговое шестое место.
Благодаря череде удачных выступлений удостоился права защищать честь страны на летних Олимпийских играх 1960 года в Риме — в финале прыжков с шестом взял высоту в 4,50 метра, расположившись в итоговом протоколе соревнований на шестой строке.
В 1961 году взял бронзу на Универсиаде в Софии (4,52), победил на чемпионате СССР в Тбилиси (4,60).
В 1962 году превзошёл всех соперников на чемпионате СССР в Москве (4,60), закрыл десятку сильнейших на чемпионате Европы в Белграде (4,40).
В 1963 году с результатом 4,40 завоевал серебряную награду на чемпионате страны в рамках III летней Спартакиады народов СССР в Москве — уступил здесь только харьковчанину Геннадию Близнецову.
В мае 1964 года на соревнованиях в Минске установил свой личный рекорд в прыжках с шестом — 4,74 метра.